# Gastroptilops ater
Gastroptilops ater är en tvåvingeart som beskrevs av Louis-Paul Mesnil 1957. Gastroptilops ater ingår i släktet Gastroptilops och familjen parasitflugor. Inga underarter finns listade i Catalogue of Life.